# Henryk Jasionowski
Henryk Jasionowski (ur. 27 maja 1908 w Janówce k. Kalwarii, zm. 21 grudnia 1983 r. w Warszawie) – kapitan piechoty, kawaler orderu Virtuti Militari, członek PPS.

## Życiorys
Urodził się w rodzinie szlacheckiej herbu Starykoń żyjącej na Litwie i Suwalszczyźnie jako syn Jystyna i Zygmunty (d. Taniewskiej). Po I wojnie światowej wraz z ojcem osiedlił się w Suwałkach, gdzie ukończył gimnazjum im. Karola Brzostowskiego. W roku 1930 ukończył Państwowe Seminarium Nauczycielskie im. G. Piramowicza, a następnie rozpoczął czynną służbę wojskową w Kompanii Podchorążych Rezerwy Piechoty przy 81 pułku piechoty w Grodnie pod dowództwem gen. Stanisława Maczka. Po przeprowadzce do Warszawy kończy kurs penitencjarny w Ministerstwie Sprawiedliwości, dla którego zaczyna pracować. W 1935 r. ożenił się z Marią z domu Spadarzewską, poźniejszą kwestor  Akademii Teologii Katolickiej w Warszawie. Miał dwóch synów: artystę plastyka Zygmunta (1936 r.) oraz kompozytora Leszka (1947 r.). Walczył w kampanii wrześniowej jako dowódca 3. kompanii strzeleckiej, I batalionu, 183 pułku piechoty. Walczył pod Kobryniem (za co został odznaczony Virtuti Militari) oraz pod Kockiem. Następnie, po kapitulacji, do końca wojny w obozach jenieckich w Arnswalde i Woldenberg. Podczas niewoli słuchacz kursów z zakresu polityki społecznej. Po wojnie pracował w ubezpieczeniach społecznych, Ministerstwie Pracy i Opieki Społecznej. Za pracę przy organizowaniu ministerstwa w 1947 roku otrzymuje Złoty Krzyż Zasługi. Od roku 1959 aż do emerytury pracował jako główny księgowy w Desie. Ogniskował środowisko żołnierzy generała Franciszka Kleeberga. Prowadził w domu archiwum SGO Polesie.(obecnie znajduje się ono w Centralnym Archiwum Wojskowym) oraz współorganizował inicjatywy społeczne dawnych towarzyszy broni. Pochowany na Powązkach.